# Astyochia monacha
Astyochia monacha är en fjärilsart som beskrevs av Otto Staudinger. Astyochia monacha ingår i släktet Astyochia och familjen mätare. Inga underarter finns listade i Catalogue of Life.